# Cavalcade (film, 1933)
Pour les articles homonymes, voir Cavalcade.
Pour plus de détails, voir Fiche technique et Distribution.
Cavalcade est un film américain en noir et blanc réalisé par Frank Lloyd, sorti en 1933.

## Synopsis
Le film est une chronique qui retrace la vie des Maryott, une famille bourgeoise de Londres, entre 1899 et 1918, caractérisée par une éducation stricte mais une certaine unité familiale, complétée par une fidélité des domestiques. La famille est témoin de grands évènements de son temps comme la guerre des Boers, le naufrage du Titanic, la mort de la reine Victoria et la Première Guerre mondiale.

## Fiche technique
- Titre : Cavalcade
- Réalisation : Frank Lloyd
- Scénario : Reginald Berkeley (en) et Sonya Levien d'après la pièce de Noël Coward
- Production : Frank Lloyd et Winfield R. Sheehan
- Photographie : Ernest Palmer et Glen MacWilliams (seconde équipe, non crédité)
- Montage : Margaret Clancey
- Musique originale : Louis de Francesco, Peter Brunelli, Arthur Lange et J.S. Zamecnik
- Décors : William S. Darling
- Costumes : Earl Luick
- Pays de production :  États-Unis
- Format : noir et blanc – 35 mm – 1,37:1 – son : Mono
- Genre : drame et historique
- Durée : 110 min
- Dates de sortie : 
  - États-Unis : 5 janvier 1933 (première à New York)
  - États-Unis : 15 avril 1933 (sortie nationale)
  - France : 9 juin 1933

## Distribution
- Diana Wynyard : Jane Marryot
- Clive Brook : Robert Marryot
- Una O'Connor : Ellen Bridges
- Herbert Mundin : Alfred Bridges
- Beryl Mercer : cuisinière
- Irene Browne : Margaret Harris
- Tempe Pigott : Mme Snapper
- Merle Tottenham : Annie
- Frank Lawton : Joe Marryot
- Ursula Jeans : Fanny Bridges
- Margaret Lindsay : Edith Harris
- John Warburton : Edward Marryot
- Billy Bevan : George Grainger
- Desmond Roberts : Ronnie James
- Bonita Granville : Fanny

Acteurs non crédités
- Frank Atkinson : oncle Dick
- Lionel Belmore : oncle George
- Betty Grable : une fille
- Lawrence Grant : homme au microphone
- Claude King : le narrateur (V.O.)
- Wilfrid North : interlocuteur du colonel
- Douglas Walton : un soldat (ami de Joe)

## Distinctions
- Oscars 1934 : meilleur film, meilleur réalisateur (Frank Lloyd) et meilleure direction artistique (William S. Darling). Également nomination pour l'Oscar de la meilleure actrice (Diana Wynyard)

## Influence
Cavalcade était l'un des films favoris du réalisateur Jean-Pierre Melville et l'aurait décidé à faire du cinéma.